# Уолтон, Чарльз
Чарльз Уолтон — житель деревни Нижний Квинтон в графстве Глостершир, Англия. Известен как жертва жестокого убийства. Дело об убийстве Уолтона до сих пор не раскрыто.

## Биография
К моменту убийства Уолтону исполнилось 74 года, и всю свою жизнь он прожил в Нижнем Квинтоне. Он был вдовцом, делившим свой небольшой дом со своей 34-летней племянницей Эдит Изабель Уолтон, которую он удочерил в 4-летнем возрасте после смерти её матери. У Уолтона была репутация нелюдима, однако никто из соседей не упоминал о том, что Уолтона ненавидели или недолюбливали, хотя признавали в нём человека, который «в случае необходимости высказывал свое мнение»

## Убийство
14 февраля 1945 года рано утром Чарльз Уолтон отправился на работу в поле, прихватив вилы и секач для обрубки сучьев. Последним, кто видел его живым, был местный фермер, который около полудня заметил Уолтона близ Меонского холма. Наступила ночь, а Чарльз так и не появился дома.
Обеспокоенная столь долгим его отсутствием Эдит обратилась за помощью к соседу и вместе с ним отправилась на поиски дяди. Тело Уолтона нашли лежащим под большой ивой на вершине Меонского холма. Вилы были всажены в его горло с такой силой, что их зубья ушли глубоко в землю. Помимо этого на груди убитого была крестообразная рана, секач был всажен ему прямо в ребра.

## Расследование
Скотленд-Ярд направил в деревню одного из своих лучших сыщиков Робера Фэбиана. Фэбиан выдвигал логические гипотезы, но мистика всё время всплывала в «деле Уолтона». 14 февраля было не простым днём — по календарю друидов это было 1 февраля, день жертвоприношения земле. У кельтов он назывался днем Праздника огней — Оймелка, когда жрецы-друиды совершали свои кровавые жертвоприношения на свежевспаханном поле, прося богов послать хороший урожай.
В ходе расследования выяснилось ещё одно обстоятельство. В 1875 году, когда Уолтону было четыре года, в районе Роллрайтских камней была убита 75-летняя Анна Тернер, заподозренная в колдовстве. Убил её местный деревенский сумасшедший Джон Хейвуд, которого кто-то убедил, что старуха является ведьмой и заколдовала его. Убийца признался, что заколол женщину вилами, а затем нанес ей удар топором. Крови специально дали уйти в землю. По поверьям ведьмино колдовство может быть нейтрализовано кровопусканием.
Роллрайтские камни издавна прославились как место проведения неоязыческих шабашей, которые были запрещены только в 1949 году. Собрав скудные свидетельские показания Фэбиан озвучил такую версию: В 1944 году случился сильный недород зерновых, и наступивший год обещал быть таким же. Соседи Уолтона случайно увидели, как тот выполнял ритуалы, известные как способы наведения порчи на будущие посевы. Кто-то из крестьян мог убить Уолтона за якобы испорченный урожай.
Важно отметить, что и Анна Тернер была убита в малоурожайный год. И это было все, что удалось раскопать Фэбиану, хотя его люди собрали более 3000 свидетельских показаний. Однажды, гуляя по окрестностям, сыщик заметил, как по Меонскому холму бежала собака чёрного цвета, за которой гнался фермер. Фэбиан направился к ним, а когда собака скрылась из виду, спросил рабочего о причине погони. Фермер с ужасом заявил, что никакой собаки не видел и в помине. Вечером того же дня на местной дороге машина констебля насмерть задавила чёрную собаку.
Из Лондона приехали профессиональные учёные — археологи, этнографы и даже экстрасенсы. Дело тем не менее с мёртвой точки не сдвинулось. Дело Уолтона осталось нераскрытым.

## Версии
Известный антрополог Маргарита Мюррей заявила, что Чарльз Уолтон был убит в результате кельтского обряда жертвоприношения тайной сектой друидов.

## В массовой культуре
- Писатель Дональд Маккормик написал о деле Уолтона книгу «Колдовское убийство», где высказывал ту же точку зрения, что и Маргарита Мюррей.